# گوانا
گوانا (به انگلیسی: Goanna) یک موتور مرورگر متن‌باز است که از موتور موزیلا گکو انشعاب یافته‌است. گوانا در مرورگرهای پیل‌مون و باسیلیسک استفاده می‌شود و زیربنای سرویس گیرنده ایمیل اینترلینک، گنو آیس‌کت، و دیگر برنامه‌های کاربردی مبتنی بر UXP است. همچنین به‌طور غیررسمی برای مرورگر کا-ملین و مای‌پال به ویندوز ویندوز اکس‌پی منتقل شد.